# 總統遊戲
《總統遊戲》（英語：Big Game）是一部2014年多國合拍的動作冒險片，由亚尔马里·赫兰德執導並與佩特里·約基蘭塔合作編劇，山繆·傑克森、歐尼·湯米拉、雷·史蒂文森、維克多·賈博、穆罕默德·庫爾圖盧什、泰德·拉文、费利西蒂·赫夫曼和吉姆·布勞德本特主演。劇情講述美國總統搭乘的空軍一號遭到恐怖份子擊落，一名在樹林裡露營的少年營救了總統。電影2014年9月5日在多倫多國際影展首映，2015年3月19日在芬蘭上映，2015年6月26日在北美上映。

## 演員
- 山繆·傑克森飾演美國總統威廉·艾倫·摩爾
- 歐尼·湯米拉飾演奧斯卡里
- 雷·史蒂文森飾演莫里斯
- 維克多·賈博飾演美國副總統
- 穆罕默德·庫爾圖盧什飾演哈扎爾
- 泰德·拉文飾演安德伍德將軍
- 费利西蒂·赫夫曼飾演中央情報局局長
- 吉姆·布勞德本特飾演弗雷德·赫伯特
- 乔玛·汤米拉飾演塔皮奧

## 製作
本片預算達850萬歐元（相當於當時的1000萬美元），成為當時芬蘭製作成本最高的電影。雖然荒野冒險被描述為發生在芬蘭拉普蘭區，但影片中的戶外鏡頭是在阿爾卑斯山拍攝的，其餘場景在德國拍攝。

## 荣誉
2015年 《總統遊戲》荣获由芬兰影视出口机构Favex颁发的出口视听作品奖Hulda。

## 外部連結
- 互联网电影数据库（IMDb）上《總統遊戲》的资料（英文）
- Box Office Mojo上《總統遊戲》的資料（英文）
- 爛番茄上《總統遊戲》的資料（英文）
- Metacritic上《總統遊戲》的資料（英文）